# 2021 en Nouvelle-Zélande
Cet article présente les faits marquants de l'année 2021 en Nouvelle-Zélande.

## Évènements
- 4 mars : un tremblement de terre de magnitude 7,1 frappe au large des côtes de la Nouvelle-Zélande, provoquant un premier avertissement au tsunami dans le Pacifique[1].
- 1er août : La Première ministre néo-zélandaise Jacinda Ardern présente officiellement ses excuses à la communauté des insulaires du Pacifique pour les Dawn Raids, une série de descentes de police dans les années 1970 qui ont ciblé et expulsé des insulaires du Pacifique accusés d'avoir dépassé leur visa de travail.
- 3 septembre : attaque au couteau à Auckland.